# Macrosiphum rubiarctici
Macrosiphum rubiarctici är en insektsart som beskrevs av Heikinheimo 1946. Macrosiphum rubiarctici ingår i släktet Macrosiphum och familjen långrörsbladlöss. Arten är reproducerande i Sverige. Inga underarter finns listade i Catalogue of Life.